# Neu-Anspach
Neu-Anspach är en stad i Hochtaunuskreis i Regierungsbezirk Darmstadt i förbundslandet Hessen i Tyskland.